# Podlazy
Podlazy (deutsch Podlassen, 1938 bis 1945 Klausenhof) ist ein Weiler in der polnischen Woiwodschaft Ermland-Masuren. Er gehört zur Gmina Purda (Landgemeinde Groß Purden) im Powiat Olsztyński (Kreis Allenstein).

## Geographische Lage
Podlazy liegt im Westen der Woiwodschaft Ermland-Masuren, 20 Kilometer östlich der Woiwodschaftshauptstadt Olsztyn (deutsch Allenstein).

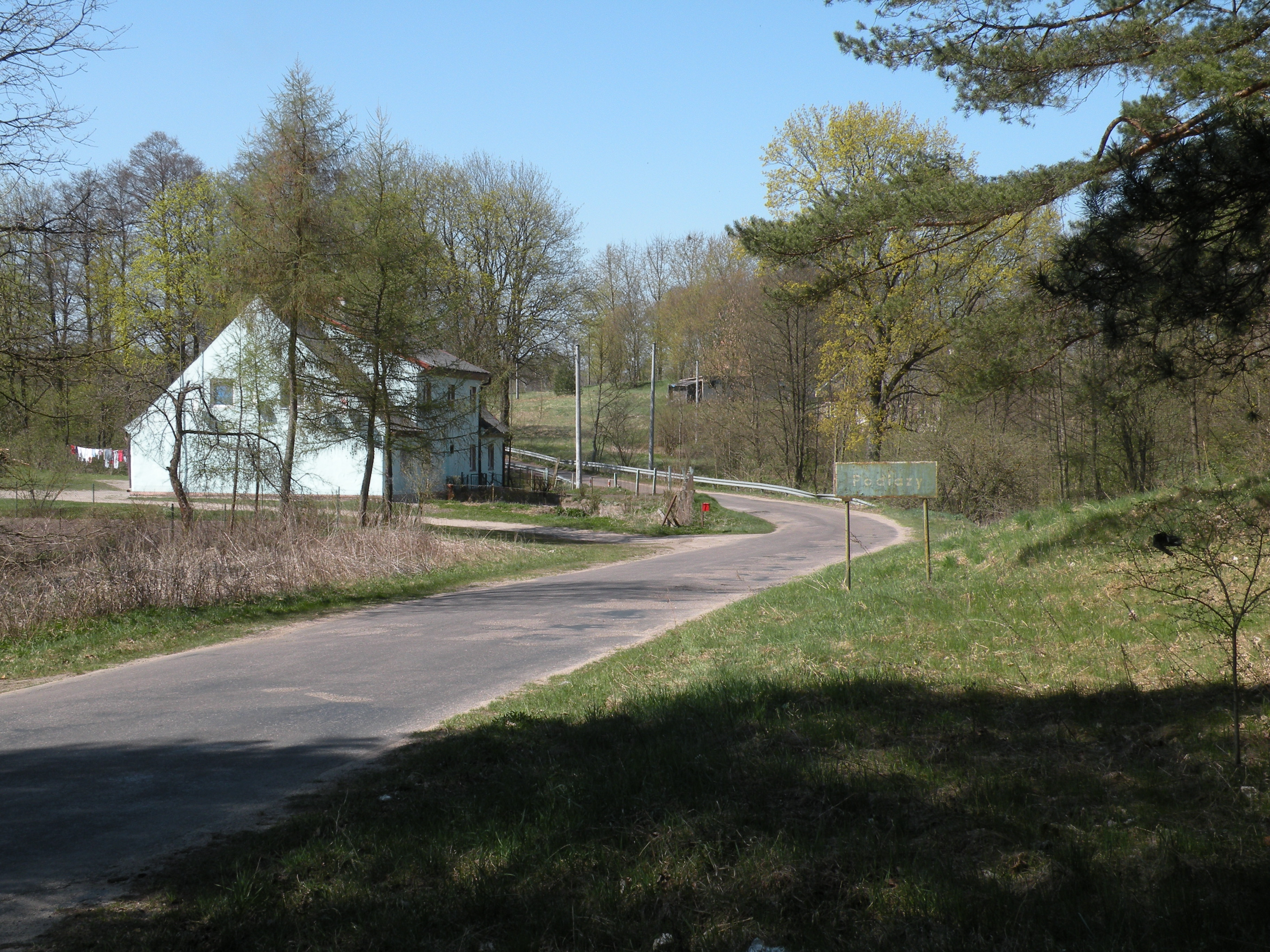
Ortseinfahrt Podlazy

## Geschichte
Am 9. Januar 1568 verschrieb Bischof Stanislaus Hosius das Gebiet Podlasa an den Bürger Peter Fleischer aus Allenstein nach Kulmer Recht mit der Erlaubnis zum Fischfang. Bereits 1569 wurde der Vertrag jedoch für ungültig erklärt und der Besitz an Georg Möller ergeben. Im Jahre 1702 war Gabriel Cichowski Herr auf Gut Podlassen, das 1785 sechs Feuerstellen zählte.
Die Volkszählung am 3. Dezember 1861 erbrachte für Podlassen 5 Wohnstätten bei 71 Einwohnern.
Im Jahre 1874 kam Podlassen zum neu errichteten Amtsbezirk Preylowen (1938 bis 1945 Preiwils, polnisch Prejłowo) im ostpreußischen Kreis Allenstein. Die Einwohnerzahl des Gutsbezirks Podlassen belief sich im Jahre 1910 auf 108.
Podlassen gab am 30. September 1928 seine Eigenständigkeit auf und wurde in die Landgemeinde Klutznick (1938 bis 1945 Klausen, polnisch Klucznik) eingegliedert.
Am 3. Juni – offiziell bestätigt am 16. Juli – 1938 wurde Podlassen aus politisch-ideologischen Gründen der Vermeidung fremdländisch erscheinender Ortsname in „Klausenhof“ umbenannt.
1945 wurde in Kriegsfolge das gesamte südliche Ostpreußen an Polen überstellt. Klausenhof erhielt die polnische Namensform „Podlazy“ und ist heute ein „Przysiółek wsi Prejłowo“ („Weiler des Dorfs Prejłowo“ (Preylowen, 1938 bis 1945 Preiwils) innerhalb der Landgemeinde Purda (Groß Purdne) im Powiat Olsztyński (Kreis Allenstein), von 1975 bis 1998 der Woiwodschaft Olsztyn), seither der Woiwodschaft Ermland-Masuren zugehörig.

## Kirche
Bis 1945 war Podlassen resp. Klausenhof in die evangelische Kirche Wartenburg (Ostpreußen) (polnisch Barczewo) in der Kirchenprovinz Ostpreußen der Kirche der Altpreußischen Union, außerdem in die römisch-katholische Kirche Gillau (polnisch Giławy) im Bistum Ermland eingepfarrt.
Heute gehört Podlazy katholischerseits noch immer zur Pfarrei Giławy, die jetzt dem Erzbistum Ermland zugeordnet ist. Evangelischerseits ist Podlazy zur Christus-Erlöser-Kirche Olsztyn hin orientiert, die zur Diözese Masuren der Evangelisch-Augsburgischen Kirche in Polen gehört.

## Verkehr
Podlazy liegt an einer Nebenstraße, die von der Landesstraße 16 bei Barczewo (Wartenburg i. Ostpr.) anzweigt und bis nach Grzegrzółki (Kukukswalde) im Powiat Szczycieński (Kreis Osterlsburg) führt. Eine aus Olsztyn (Allenstein) kommende über Prejłowo (Preylowen, 1938 bis 1945 Preiwils) führenden Nebenstraße endet in Podlazy.
Eine Anbindung an den Bahnverkehr gibt es nicht.

## Persönlichkeit
Aus dem Ort gebürtig
- Christian Hacke (* 13. März 1943 in Klausenhof), deutscher Politikwissenschaftler